# Elizabethtown (Indiana)
Elizabethtown és una població dels Estats Units a l'estat d'Indiana. Segons el cens del 2000 tenia 391 habitants.

## Demografia
Segons el cens del 2000, Elizabethtown tenia 391 habitants, 147 habitatges, i 108 famílies. La densitat de població era de 603,9 habitants/km².
Dels 147 habitatges en un 38,8% hi vivien nens de menys de 18 anys, en un 59,2% hi vivien parelles casades, en un 10,2% dones solteres, i en un 26,5% no eren unitats familiars. En el 21,8% dels habitatges hi vivien persones soles el 8,8% de les quals corresponia a persones de 65 anys o més que vivien soles. El nombre mitjà de persones vivint en cada habitatge era de 2,66 i el nombre mitjà de persones que vivien en cada família era de 3,11.
Per edats la població es repartia de la següent manera: un 28,4% tenia menys de 18 anys, un 9,5% entre 18 i 24, un 30,2% entre 25 i 44, un 19,4% de 45 a 60 i un 12,5% 65 anys o més.
L'edat mediana era de 32 anys. Per cada 100 dones de 18 o més anys hi havia 101,4 homes.
La renda mediana per habitatge era de 36.364$ i la renda mediana per família de 41.364$. Els homes tenien una renda mediana de 29.500$ mentre que les dones 20.333$. La renda per capita de la població era de 16.373$. Entorn del 8,8% de les famílies i el 12,7% de la població estaven per davall del llindar de pobresa.

## Poblacions més properes
El següent diagrama mostra les poblacions més properes.